# Chipman Creek
Chipman Creek är ett vattendrag i Kanada.   Det ligger i provinsen Alberta, i den södra delen av landet, 2 900 km väster om huvudstaden Ottawa.
Omgivningarna runt Chipman Creek är en mosaik av jordbruksmark och naturlig växtlighet. Trakten runt Chipman Creek är nära nog obefolkad, med mindre än två invånare per kvadratkilometer.